# Max Wolf
Maximilian Franz Joseph Cornelius Wolf (n. 21 iunie 1863, Heidelberg - d. 3 octombrie 1932, Heidelberg) a fost un astronom german, pionier în domeniul astrofotografiei.
A fost șeful catedrei de Astronomie la Universitatea din Heidelberg și director al Centrului Regal de Observații Astronomice din Heidelberg.
A descoperit peste 200 de asteroizi.

## Biografie
Născut la Heidelberg în Germania, Max Wolf și-a obținut doctoratul la Universitatea din Heidelberg în 1888.
Lucrând la Heidelberg, el a descoperit peste 200 de asteroizi, începând cu 323 Brucia, în 1891. A inițiat folosirea tehnicilor astrofotografiei pentru accelerarea descoperirii asteroizilor în raport cu metodele vizuale; drept consecință viteza descoperirii a crescut considerabil. Într-adevăr, potrivit timpului de expunere al fotografiei, asteroizii apar sub formă de striuri, din cauza deplasării lor pe bolta cerească în comparație cu stelele.
Printre descoperirile sale notabile figurează 588 Achilles (primul asteroid troian descoperit) în 1906, ca și alți doi troieni: 659 Nestor și 884 Priam. A descoperit și asteroidul 887 Alinda în 1918, care este acum identificat ca fiind un asteroid din apropierea Pământului, din familia asteroizilor Amor precum, pe 31 mai 1918, aseroidul 893, denumit de el în onoarea Academiei Leopoldine „Leopoldina”.
A descoperit (sau codescoperit) câteva comete, dintre care cometele periodice 14P/Wolf și 43P/Wolf-Harrington, 4 supernove.
Max Wolf a participat și la Marea Dezbatere care viza determinarea naturii, galactice sau extragalactice, a obiectelor cerești numite atunci „nebuloase” (de fapt galaxii). A fost unul dintre primii care au găsit stele variabile într-un asemenea sistem, în ocurență Galaxia Triunghiului (sau Messier 33). A codescoperit în 1906 o galaxie din Grupul local, IC 1613, a cărei natură exactă a fost totuși stabilită mult mai târziu, în 1935 de către Walter Baade. În 1923, a descoperit Galaxia lui Wolf-Lundmark-Melotte, care poartă și numele celor care au identificat-o, în mod independent, în 1926.
A descoperit pitica roșie Wolf 359, care este una din stelele cele mai apropiate de Sistemul Solar. Stelele Wolf-Rayet nu au fost descoperite  de el, ci de astronomul francez Charles Wolf.
Max Wolf a întocmit, între 1919 și 1931, un catalog stelar, care îi poartă numele. Acest catalog recenzează 1.080 de stele.

## Onoruri
Un crater de pe Lună îi poartă numele, ca și asteroidul 827 Wolfiana.

## Distincții și recompense
- Medalia de Aur a Royal Astronomical Society, în 1914
- Medalia Bruce, în 1930.

## Descoperiri
| Supernove descoperite: 4       | Supernove descoperite: 4 | Supernove descoperite: 4 |
| ------------------------------ | ------------------------ | ------------------------ |
| SN 1895A (VW Vir)              |                          |                          |
| SN 1909A (SS UMa)              |                          |                          |
| SN 1920A                       |                          |                          |
| SN 1926A                       | [1]                      |                          |
| - [1] cu Karl Wilhelm Reinmuth |                          |                          |

| Asteroizi descoperiți: 248 | Asteroizi descoperiți: 248 | Asteroizi descoperiți: 248 |
| --- | -------------------------- | -------------------------- |
| 323 Brucia | 22 decembrie 1891          |                            |
| 325 Heidelberga | 4 martie 1892              |                            |
| 328 Gudrun | 18 martie 1892             |                            |
| 329 Svea | 21 martie 1892             |                            |
| 330 Adalberta | 2 februarie 1910           |                            |
| 332 Siri | 19 martie 1892             |                            |
| 333 Badenia | 22 august 1892             |                            |
| 334 Chicago | 23 august 1892             |                            |
| 339 Dorothea | 25 septembrie 1892         |                            |
| 340 Eduarda | 25 septembrie 1892         |                            |
| 341 California | 25 septembrie 1892         |                            |
| 342 Endymion | 17 octombrie 1892          |                            |
| 343 Ostara | 15 noiembrie 1892          |                            |
| 351 Yrsa | 16 decembrie 1892          |                            |
| 352 Gisela | 12 ianuarie 1893           |                            |
| 353 Ruperto-Carola | 16 ianuarie 1893           |                            |
| 385 Ilmatar | 1 martie 1894              |                            |
| 386 Siegena | 1 martie 1894              |                            |
| 391 Ingeborg | 1 noiembrie 1894           |                            |
| 392 Wilhelmina | 4 noiembrie 1894           |                            |
| 393 Lampetia | 4 noiembrie 1894           |                            |
| 399 Persephone | 23 februarie 1895          |                            |
| 401 Ottilia | 16 martie 1895             |                            |
| 407 Arachne | 13 octombrie 1895          |                            |
| 408 Fama | 13 octombrie 1895          |                            |
| 412 Elisabetha | 7 ianuarie 1896            |                            |
| 413 Edburga | 7 ianuarie 1896            |                            |
| 415 Palatia | 7 februarie 1896           |                            |
| 417 Suevia | 6 mai 1896                 |                            |
| 418 Alemannia | 7 septembrie 1896          |                            |
| 419 Aurelia | 7 septembrie 1896          |                            |
| 420 Bertholda | 7 septembrie 1896          |                            |
| 421 Zähringia | 7 septembrie 1896          |                            |
| 434 Hungaria | 11 septembrie 1898         |                            |
| 435 Ella | 11 septembrie 1898         | [1]                        |
| 436 Patricia | 13 septembrie 1898         | [1]                        |
| 442 Eichsfeldia | 15 februarie 1899          | [1]                        |
| 443 Photographica | 17 februarie 1899          | [1]                        |
| 446 Aeternitas | 27 octombrie 1899          | [1]                        |
| 447 Valentine | 27 octombrie 1899          | [1]                        |
| 448 Natalie | 27 octombrie 1899          | [1]                        |
| 449 Hamburga | 31 octombrie 1899          | [1]                        |
| 450 Brigitta | 10 octombrie 1899          | [1]                        |
| 455 Bruchsalia | 22 mai 1900                | [1]                        |
| 456 Abnoba | 4 iunie 1900               | [1]                        |
| 457 Alleghenia | 15 septembrie 1900         | [1]                        |
| 458 Hercynia | 21 septembrie 1900         | [1]                        |
| 459 Signe | 22 octombrie 1900          |                            |
| 460 Scania | 22 octombrie 1900          |                            |
| 461 Saskia | 22 octombrie 1900          |                            |
| 462 Eriphyla | 22 octombrie 1900          |                            |
| 463 Lola | 31 octombrie 1900          |                            |
| 464 Megaira | 9 ianuarie 1901            |                            |
| 465 Alekto | 13 ianuarie 1901           |                            |
| 466 Tisiphone | 17 ianuarie 1901           | [2]                        |
| 467 Laura | 9 ianuarie 1901            |                            |
| 468 Lina | 18 ianuarie 1901           |                            |
| 471 Papagena | 7 iunie 1901               |                            |
| 473 Nolli | 13 februarie 1901          |                            |
| 474 Prudentia | 13 februarie 1901          |                            |
| 480 Hansa | 21 mai 1901                | [2]                        |
| 482 Petrina | 3 martie 1902              |                            |
| 483 Seppina | 4 martie 1902              |                            |
| 484 Pittsburghia | 29 aprilie 1902            |                            |
| 488 Kreusa | 26 iunie 1902              | [2]                        |
| 490 Veritas | 3 septembrie 1902          |                            |
| 491 Carina | 3 septembrie 1902          |                            |
| 492 Gismonda | 3 septembrie 1902          |                            |
| 493 Griseldis | 7 septembrie 1902          |                            |
| 494 Virtus | 7 octombrie 1902           |                            |
| 495 Eulalia | 25 octombrie 1902          |                            |
| 496 Gryphia | 25 octombrie 1902          |                            |
| 499 Venusia | 24 decembrie 1902          |                            |
| 500 Selinur | 16 ianuarie 1903           |                            |
| 501 Urhixidur | 18 ianuarie 1903           |                            |
| 502 Sigune | 19 ianuarie 1903           |                            |
| 509 Iolanda | 28 aprilie 1903            |                            |
| 512 Taurinensis | 23 iunie 1903              |                            |
| 513 Centesima | 24 august 1903             |                            |
| 514 Armida | 24 august 1903             |                            |
| 515 Athalia | 20 septembrie 1903         |                            |
| 520 Franziska | 27 octombrie 1903          | [3]                        |
| 522 Helga | 10 ianuarie 1904           |                            |
| 524 Fidelio | 14 martie 1904             |                            |
| 526 Jena | 14 martie 1904             |                            |
| 527 Euryanthe | 20 martie 1904             |                            |
| 528 Rezia | 20 martie 1904             |                            |
| 529 Preziosa | 20 martie 1904             |                            |
| 530 Turandot | 11 aprilie 1904            |                            |
| 531 Zerlina | 12 aprilie 1904            |                            |
| 532 Herculina | 20 aprilie 1904            |                            |
| 539 Pamina | 2 august 1904              |                            |
| 540 Rosamunde | 3 august 1904              |                            |
| 541 Deborah | 4 august 1904              |                            |
| 549 Jessonda | 15 noiembrie 1904          |                            |
| 550 Senta | 16 noiembrie 1904          |                            |
| 551 Ortrud | 16 noiembrie 1904          |                            |
| 552 Sigelinde | 14 decembrie 1904          |                            |
| 553 Kundry | 27 decembrie 1904          |                            |
| 555 Norma | 14 ianuarie 1905           |                            |
| 557 Violetta | 26 ianuarie 1905           |                            |
| 558 Carmen | 9 februarie 1905           |                            |
| 559 Nanon | 8 martie 1905              |                            |
| 560 Delila | 13 martie 1905             |                            |
| 561 Ingwelde | 26 martie 1905             |                            |
| 562 Salome | 3 aprilie 1905             |                            |
| 565 Marbachia | 9 mai 1905                 |                            |
| 570 Kythera | 30 iulie 1905              |                            |
| 573 Recha | 19 septembrie 1905         |                            |
| 574 Reginhild | 19 septembrie 1905         |                            |
| 575 Renate | 19 septembrie 1905         |                            |
| 577 Rhea | 20 octombrie 1905          |                            |
| 578 Happelia | 1 noiembrie 1905           |                            |
| 580 Selene | 17 decembrie 1905          |                            |
| 586 Thekla | 21 februarie 1906          |                            |
| 587 Hypsipyle | 22 februarie 1906          |                            |
| 588 Achilles | 22 februarie 1906          |                            |
| 590 Tomyris | 4 martie 1906              |                            |
| 592 Bathseba | 18 martie 1906             |                            |
| 594 Mireille | 27 martie 1906             |                            |
| 597 Bandusia | 16 aprilie 1906            |                            |
| 598 Octavia | 13 aprilie 1906            |                            |
| 601 Nerthus | 21 iunie 1906              |                            |
| 605 Juvisia | 27 august 1906             |                            |
| 609 Fulvia | 24 septembrie 1906         |                            |
| 610 Valeska | 26 septembrie 1906         |                            |
| 641 Agnes | 8 septembrie 1907          |                            |
| 642 Clara | 8 septembrie 1907          |                            |
| 659 Nestor | 23 martie 1908             |                            |
| 683 Lanzia | 23 iulie 1909              |                            |
| 692 Hippodamia | 5 noiembrie 1901           | [4]                        |
| 707 Stëina | 22 decembrie 1910          |                            |
| 712 Boliviana | 19 martie 1911             |                            |
| 733 Mocia | 16 septembrie 1912         |                            |
| 798 Ruth | 21 noiembrie 1914          |                            |
| 800 Kressmannia | 20 martie 1915             |                            |
| 801 Helwerthia | 20 martie 1915             |                            |
| 802 Epyaxa | 20 martie 1915             |                            |
| 805 Hormuthia | 17 aprilie 1915            |                            |
| 806 Gyldénia | 18 aprilie 1915            |                            |
| 807 Ceraskia | 18 aprilie 1915            |                            |
| 809 Lundia | 11 august 1915             |                            |
| 810 Atossa | 8 septembrie 1915          |                            |
| 811 Nauheima | 8 septembrie 1915          |                            |
| 813 Baumeia | 28 noiembrie 1915          |                            |
| 815 Coppelia | 2 februarie 1916           |                            |
| 816 Juliana | 8 februarie 1916           |                            |
| 817 Annika | 6 februarie 1916           |                            |
| 818 Kapteynia | 21 februarie 1916          |                            |
| 819 Barnardiana | 3 martie 1916              |                            |
| 820 Adriana | 30 martie 1916             |                            |
| 821 Fanny | 31 martie 1916             |                            |
| 822 Lalage | 31 martie 1916             |                            |
| 823 Sisigambis | 31 martie 1916             |                            |
| 826 Henrika | 28 aprilie 1916            |                            |
| 831 Stateira | 20 septembrie 1916         |                            |
| 832 Karin | 20 septembrie 1916         |                            |
| 833 Monica | 20 septembrie 1916         |                            |
| 834 Burnhamia | 20 septembrie 1916         |                            |
| 835 Olivia | 23 septembrie 1916         |                            |
| 836 Jole | 23 septembrie 1916         |                            |
| 837 Schwarzschilda | 23 septembrie 1916         |                            |
| 838 Seraphina | 24 septembrie 1916         |                            |
| 839 Valborg | 24 septembrie 1916         |                            |
| 840 Zenobia | 25 septembrie 1916         |                            |
| 841 Arabella | 1 octombrie 1916           |                            |
| 842 Kerstin | 1 octombrie 1916           |                            |
| 845 Naëma | 16 noiembrie 1916          |                            |
| 860 Ursina | 22 ianuarie 1917           |                            |
| 861 Aïda | 22 ianuarie 1917           |                            |
| 862 Franzia | 28 ianuarie 1917           |                            |
| 863 Benkoela | 9 februarie 1917           |                            |
| 865 Zubaida | 15 februarie 1917          |                            |
| 866 Fatme | 25 februarie 1917          |                            |
| 868 Lova | 26 aprilie 1917            |                            |
| 870 Manto | 12 mai 1917                |                            |
| 871 Amneris | 14 mai 1917                |                            |
| 872 Holda | 21 mai 1917                |                            |
| 873 Mechthild | 21 mai 1917                |                            |
| 874 Rotraut | 25 mai 1917                |                            |
| 875 Nymphe | 19 mai 1917                |                            |
| 879 Ricarda | 22 iulie 1917              |                            |
| 880 Herba | 22 iulie 1917              |                            |
| 881 Athene | 22 iulie 1917              |                            |
| 883 Matterania | 14 septembrie 1917         |                            |
| 884 Priamus | 22 septembrie 1917         |                            |
| 887 Alinda | 3 ianuarie 1918            |                            |
| 888 Parysatis | 2 februarie 1918           |                            |
| 889 Erynia | 5 martie 1918              |                            |
| 890 Waltraut | 11 martie 1918             |                            |
| 891 Gunhild | 17 mai 1918                |                            |
| 892 Seeligeria | 31 mai 1918                |                            |
| 893 Leopoldina | 31 mai 1918                |                            |
| 894 Erda | 4 iunie 1918               |                            |
| 895 Helio | 11 iulie 1918              |                            |
| 896 Sphinx | 1 august 1918              |                            |
| 897 Lysistrata | 3 august 1918              |                            |
| 898 Hildegard | 3 august 1918              |                            |
| 899 Jokaste | 3 august 1918              |                            |
| 900 Rosalinde | 10 august 1918             |                            |
| 901 Brunsia | 30 august 1918             |                            |
| 904 Rockefellia | 29 octombrie 1918          |                            |
| 907 Rhoda | 12 noiembrie 1918          |                            |
| 908 Buda | 30 noiembrie 1918          |                            |
| 914 Palisana | 4 iulie 1919               |                            |
| 919 Ilsebill | 30 octombrie 1918          |                            |
| 927 Ratisbona | 16 februarie 1920          |                            |
| 946 Poësia | 11 februarie 1921          |                            |
| 949 Hel | 11 martie 1921             |                            |
| 972 Cohnia | 18 ianuarie 1922           |                            |
| 1008 La Paz | 31 octombrie 1923          |                            |
| 1021 Flammario | 11 martie 1924             |                            |
| 1038 Tuckia | 24 noiembrie 1924          |                            |
| 1039 Sonneberga | 24 noiembrie 1924          |                            |
| 1053 Vigdis | 16 noiembrie 1925          |                            |
| 1069 Planckia | 28 ianuarie 1927           |                            |
| 1134 Kepler | 25 septembrie 1929         |                            |
| 1141 Bohmia | 4 ianuarie 1930            |                            |
| 1169 Alwine | 30 august 1930             | [5]                        |
| 1178 Irmela | 13 martie 1931             |                            |
| 1179 Mally | 19 martie 1931             |                            |
| 1203 Nanna | 5 octombrie 1931           |                            |
| 1214 Richilde | 1 ianuarie 1932            |                            |
| 1219 Britta | 6 februarie 1932           |                            |
| 1365 Henyey | 9 septembrie 1928          |                            |
| 1514 Ricouxa | 22 august 1906             |                            |
| 1661 Granule | 31 martie 1916             |                            |
| 1703 Barry | 2 septembrie 1930          |                            |
| 1967 Menzel | 1 noiembrie 1905           |                            |
| 2017 Wesson | 20 septembrie 1903         |                            |
| 2119 Schwall | 30 august 1930             | [5]                        |
| 2298 Cindijon | 2 octombrie 1915           |                            |
| 2373 Immo | 4 august 1929              |                            |
| 2443 Tomeileen | 24 ianuarie 1906           |                            |
| 2483 Guinevere | 17 august 1928             |                            |
| 2533 Fechtig | 3 noiembrie 1905           |                            |
| 2650 Elinor | 14 martie 1931             |                            |
| 2732 Witt | 19 martie 1926             |                            |
| 3034 Climenhaga | 24 septembrie 1917         |                            |
| 3202 Graff | 3 ianuarie 1908            |                            |
| 3396 Muazzez | 15 octombrie 1915          |                            |
| 3626 Ohsaki | 4 august 1929              |                            |
| 3907 Kilmartin | 14 august 1904             |                            |
| 4588 Wislicenus | 13 martie 1931             |                            |
| 4775 Hansen | 3 octombrie 1927           |                            |
| 4809 Robertball | 5 septembrie 1928          |                            |
| 5702 Morando | 16 martie 1931             |                            |
| 5926 Schönfeld | 4 august 1929              |                            |
| - [1] cu Friedrich Karl Arnold Schwassmann - [2] cu Luigi Carnera - [3] cu Paul Götz - [4] cu August Kopff - [5] cu Mario A. Ferrero |                            |                            |

## Necrologuri
- MacPherson, Hector, Observatory 55, 355-59 (1932)
- Reynolds, J.H., MNRAS 93, 236-238 (1933)